# Paul Watson (Fußballspieler, 1990)
Paul Watson (* 20. Dezember 1990 in Edinburgh) ist ein schottischer Fußballspieler, der zuletzt bei Dunfermline Athletic unter Vertrag stand.

## Karriere
Paul Watson begann seine Karriere beim Hutchison Vale Boys Club, für den er bis zu seinem 17. Lebensjahr spielte. Im Jahr 2007 wechselte er in die U18 von Ipswich Town aus England. Im August 2009 kam Watson zurück nach Schottland und unterschrieb einen Vertrag beim damaligen Viertligisten FC Livingston. Mit seinem neuen Verein gelang ihm innerhalb von zwei Jahren der Durchmarsch bis in die zweite Liga. So wurde 2010 der Titel in der Third Division und 2011 in der Second Division geholt.
Nachdem sein Vertrag im Jahr 2013 in Livingston ausgelaufen war, wechselte Watson innerhalb der Liga zu den Raith Rovers. Wie auch zuvor in Livingston war er in der Innenverteidigung der „Rovers“ gesetzt. Nachdem sein Vertrag nach zwei Jahren nicht verlängert worden war, verließ er die „Rovers“ und wechselte zum FC Falkirk.
Im Juli 2018 wechselte Watson zu Dundee United, bei dem er für zwei Spielzeiten unterschrieb. Obwohl er mit Dundee den Aufstieg als Meister in der Saison 2019/20 in die 1. Liga feiern konnte, wurde sein Vertrag nicht verlängert.
Watson unterschrieb daraufhin bei Dunfermline Athletic.